# Xpeng
Guangzhou Xiaopeng Motors Technology Co., Ltd., commercialmente nota come Xiaopeng Motors (小鹏汽车S) e più semplicemente Xpeng, è una casa automobilistica cinese attiva dal 2014 con sede a Guangzhou, specializzata nella progettazione e sviluppo di veicoli elettrici. 
La società ha uffici di progettazione e sviluppo a Mountain View, in California, ed è quotata alla Borsa di New York.

## Strutture e storia

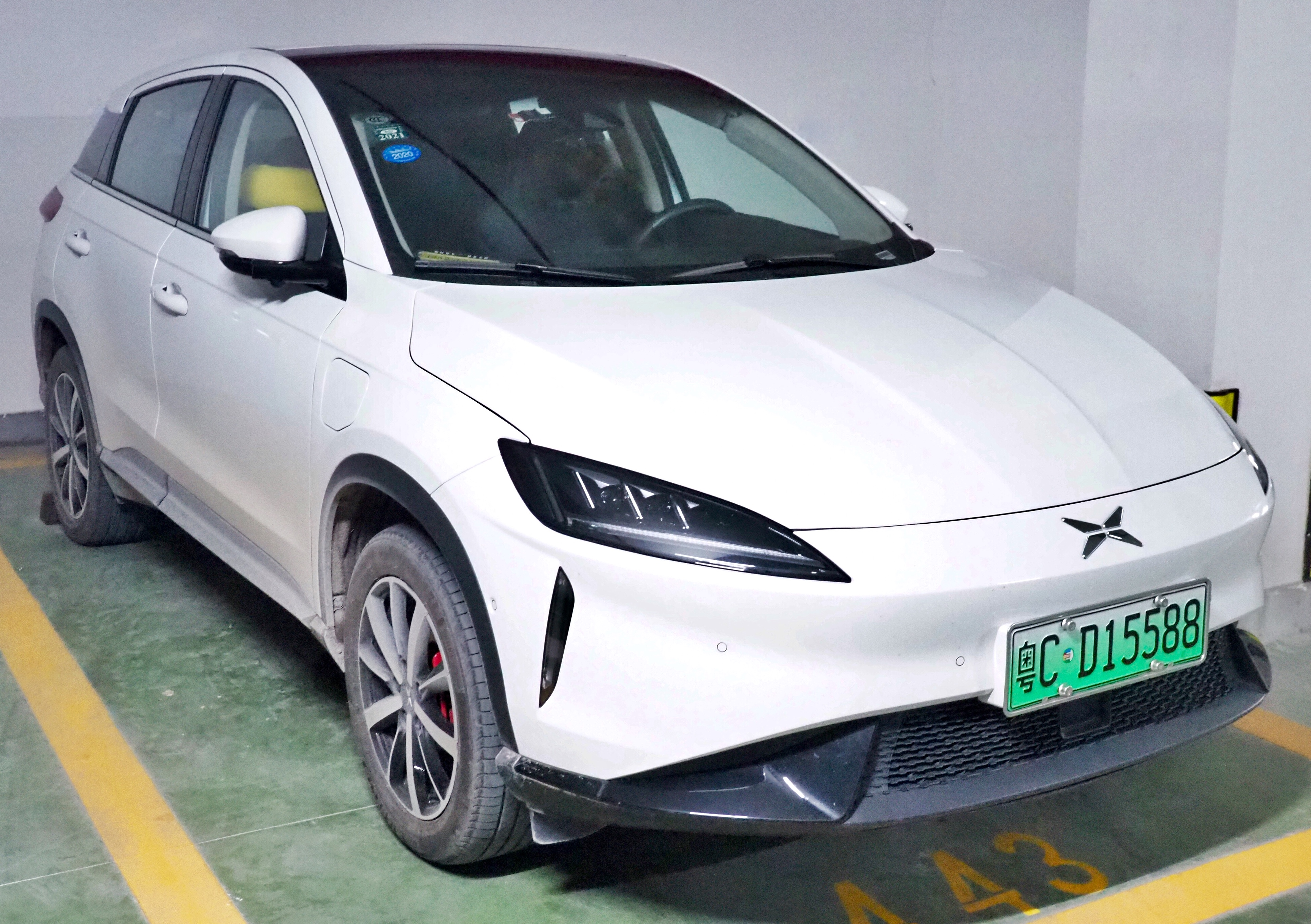
Xpeng G3

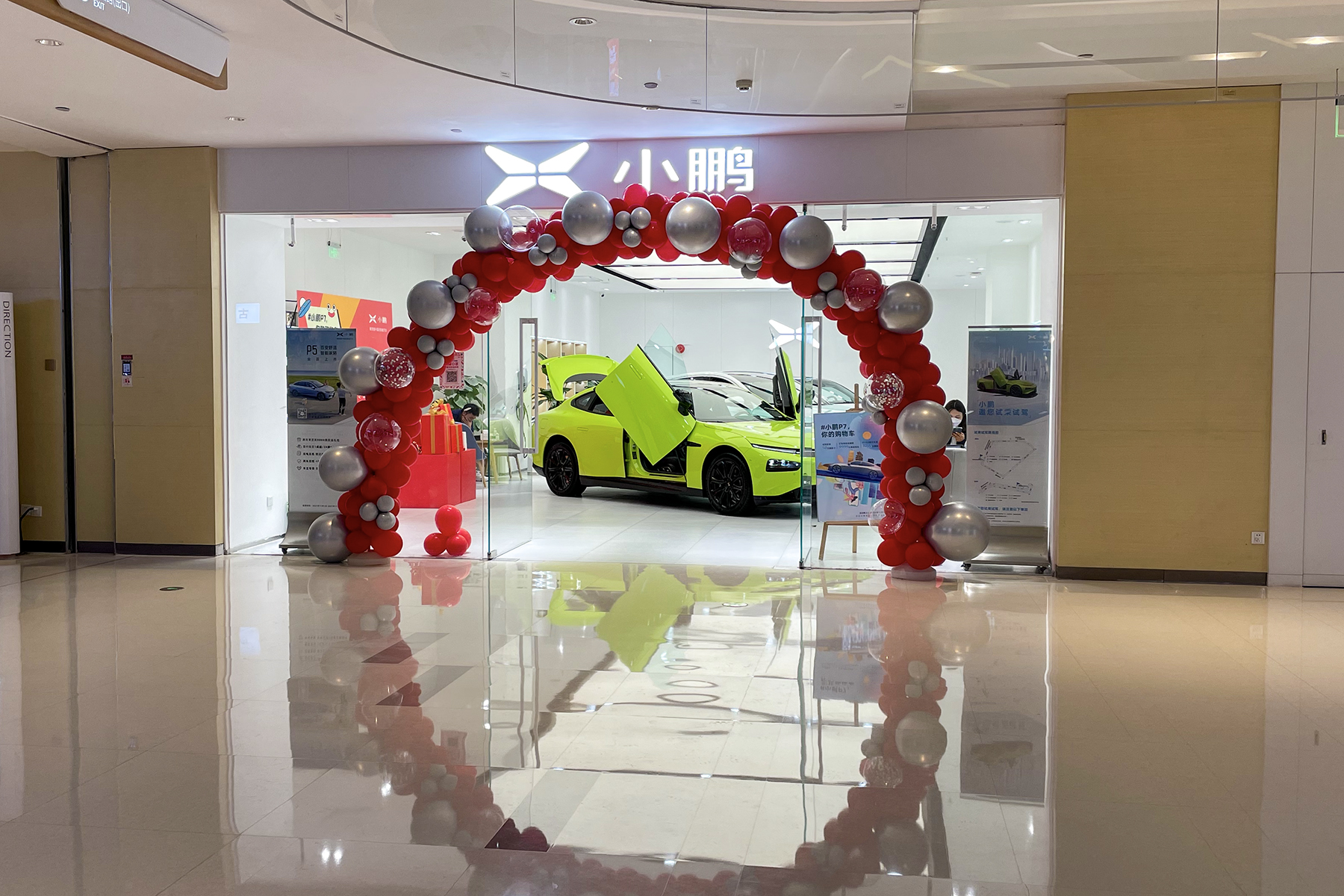
Xpeng Showroom

La Xpeng è stata co-fondata nel 2014 da Henry Xia (Xia Heng) e He Tao, ex dirigenti della GAC Group. A finanziare la neonata azienda c'è He Xiaopeng (in seguito presidente di Xpeng), fondatore di UCWeb ed ex dirigente di Alibaba, e Lei Jun, fondatore di Xiaomi. Tra i principali investitori cinesi e internazionali figurano Alibaba, Foxconn e IDG Capital. Un ulteriore investimento di capitali è arrivato nel 2018 dal vice presidente di Alibaba Joseph Tsai, che in seguito è entrato a far parte del consiglio di amministrazione della Xpeng.
Nel settembre 2018, la XMotors.ai, filiale americana di Xpeng, ha ottenuto un permesso speciale per testare le autovetture a guida autonoma senza conducente dal California Department of Motor Vehicles. Tale permesso gli è stato revocato nel febbraio 2020 a causa della mancata pubblicazione da parte dell'azienda di una relazione sui risultati dei test.

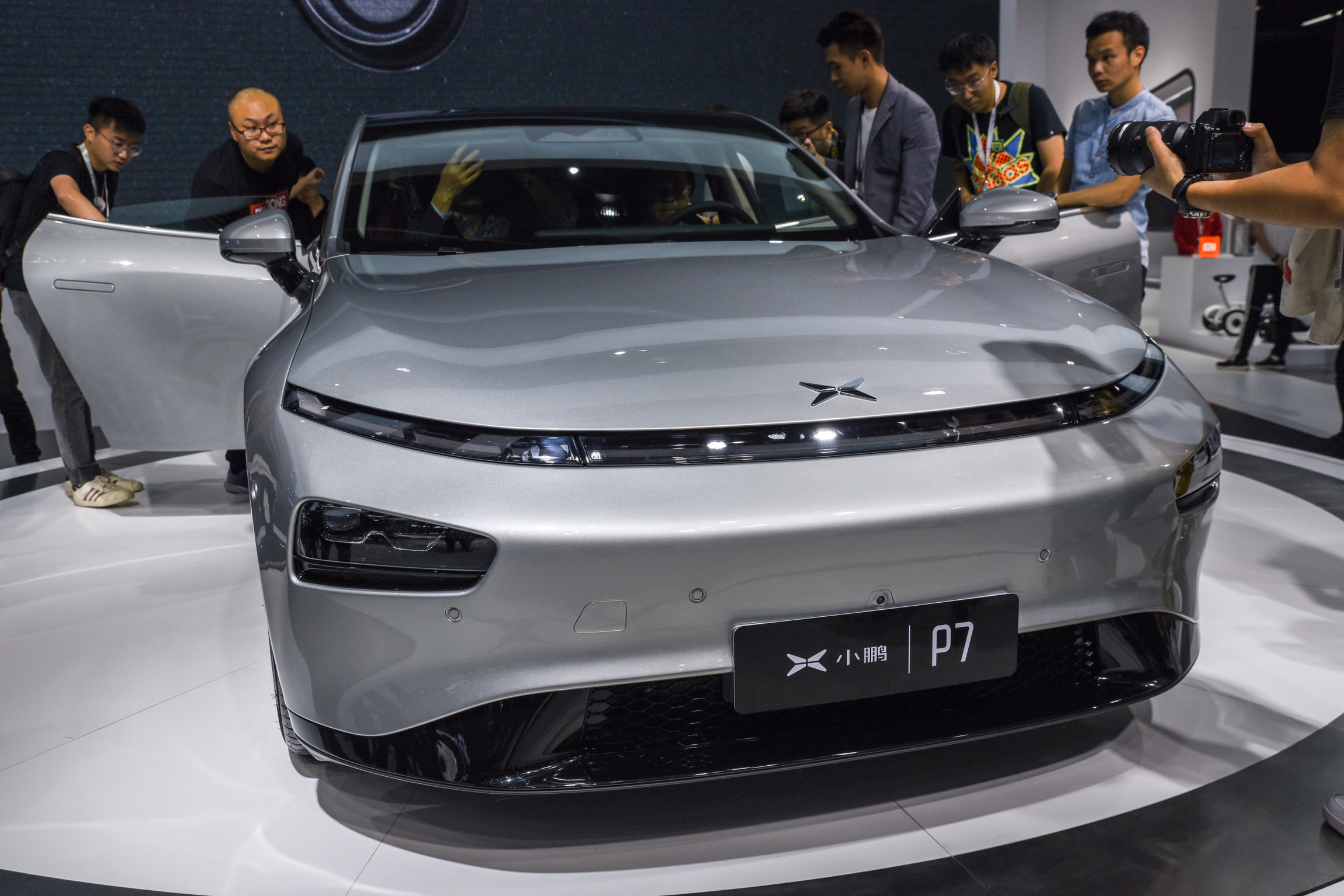
Xpeng P7

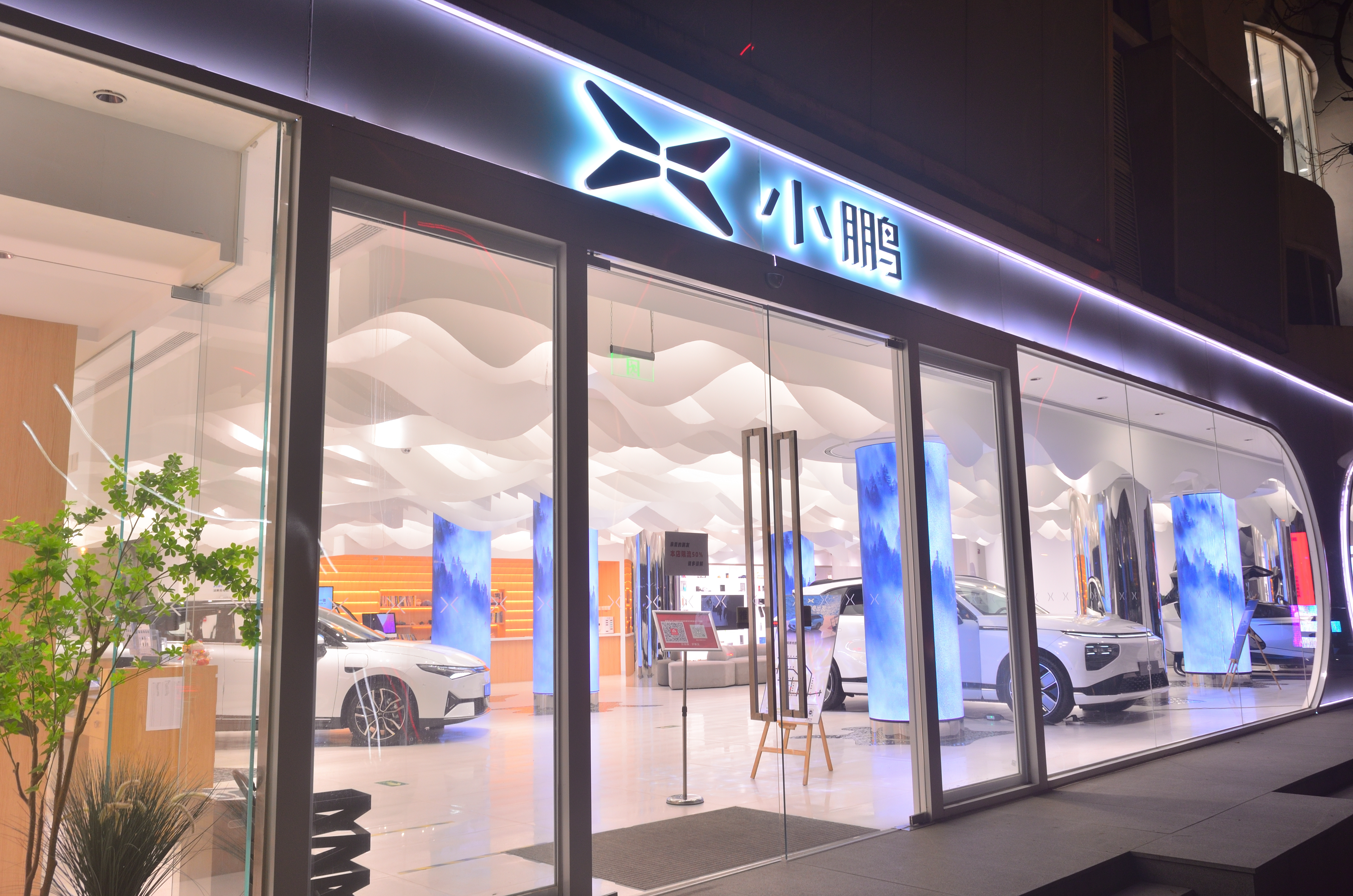
Showroom di Xpeng a Pechino

Nel dicembre 2018, Xpeng ha lanciato sul mercato il suo primo modello di serie, la SUV Xpeng G3, durante il Consumer Electronics Show 2018 di Las Vegas. Il secondo modello prodotto dall'azienda è stata una berlina elettrica a quattro porte, la Xpeng P7, presentata in anteprima nell'aprile 2019 al salone di Shanghai, per poi essere messa in commercio a partire dal giugno 2020. 
Nel novembre 2019, Xpeng ha raccolto 400 milioni di dollari attraverso una raccolta fondi, con Xiaomi che è divenuto uno dei principali investitori. Nel luglio 2020 Xpeng ha raccolto altri 500 milioni di dollari da un gruppo di investitori tra cui Aspex, Coatue, Hillhouse Capital e Sequoia Capital China. Nell'agosto 2020 Xpeng ha raccolto altri 400 milioni di dollari da un gruppo di investitori tra cui Alibaba, Qatar Investment Authority e il fondo sovrano di Abu Dhabi Mubadala. Nel terzo trimestre 2020 la Xpeng ha venduto 8 578 veicoli.

## Modelli
- G3 (dal 2018)
- P7 (dal 2019)
- P5 (dal 2021)
- G9 (dal 2021)
- G6 (dal 2023)
- Mona M03 (dal 2024)
- P7+ (dal 2024)
- X9 (dal 2024)